# اوئه‌تسوگی شیگه‌یوشی
اوئه‌تسوگی شیگه‌یوشی (به ژاپنی: 上杉重能)، تولد نامشخص- مرگ ۲۸ ژانویه ۱۳۵۰ میلادی، سامورایی از اواخر دوره کاماکورا تا دوره نانبوکوچو. او پسر دایی آشیکاگا تاکائوجی و آشیکاگا تادایوشی است. پس از تأسیس شوگون سالاری موروماچی، به عنوان شوگوی ولایت ایزو منصوب شد. اگرچه در سال ۱۳۳۸ میلادی به او دستور توقف کارش داده شد، اما به عنوان ملازم آشیکاگا تادایوشی به کار ادامه داد. اگرچه او به عنوان رهبر نسل اول و رهبر امور داخلی عمل می‌کرد، اما با کو نو مورونائو و دیگران درگیر بود و در تلاش برای حذف کو نو مورونائو با هاتاکه‌یاما تادامونه همکاری کرد، اما ناکام ماند. در سال ۱۳۴۹ به همراه هاتاکه‌یاما تادامونه در نتیجه دستور مورونائو به ولایت اچیزن تبعید شد و سپس به قتل رسید.